# Żarnowo Trzecie
Żarnowo Trzecie – wieś w Polsce, położona w województwie podlaskim, w powiecie augustowskim, w gminie Augustów.
| SIMC    | Nazwa           | Rodzaj    |
| ------- | --------------- | --------- |
| 1010526 | Borowa Droga    | część wsi |
| 1010578 | Jezierska Droga | część wsi |
| 1010756 | Turowska Droga  | część wsi |

W latach 1975–1998 wieś administracyjnie należała do województwa suwalskiego.
Początki wsi według odnalezionego fragmentu wióra krzemiennego datuje się na czasy epoki kamiennej. Natomiast pierwsze zapiski o ponownym zasiedleniu Żarnowa i nadaniu mu statusu przedmieścia królewskiego miasta Augustowa pochodzą z XVI w.